# Ich komme
Ich komme è un singolo della cantante finlandese Erika Vikman, pubblicato il 16 gennaio 2025 come secondo estratto dal primo EP Erikavision.

## Descrizione
Scritta, composta e prodotta dal duo Roos+Berg (Christel Roosberg e Jori Roosberg), la canzone fonde le tonalità della disco finlandese con la musica elettronica. Il testo, avvolto in un'ambiguità intrigante, trasmette «il gioioso messaggio del piacere, dell'estasi e dello stato di trance».

## Promozione

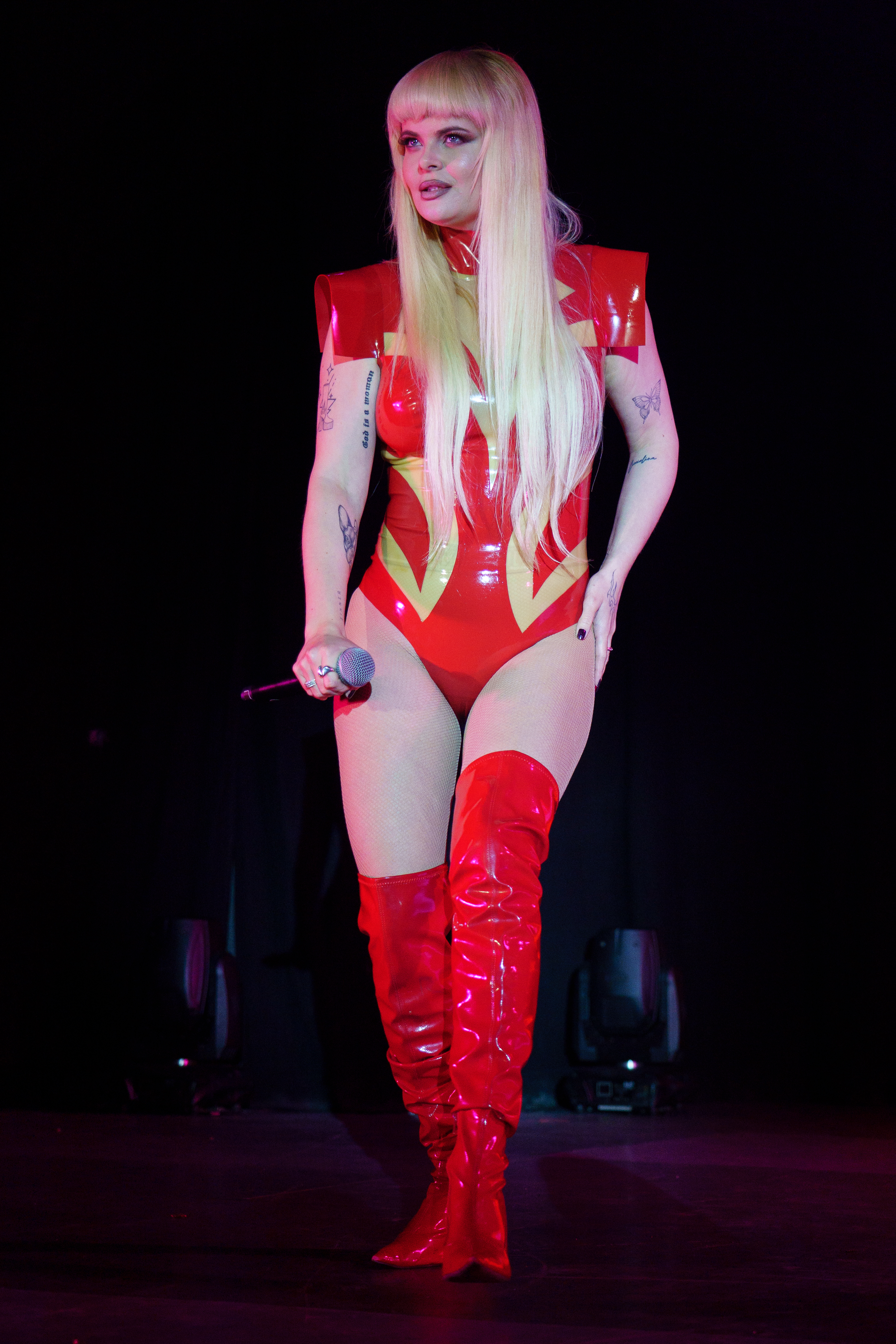
Vikman mentre si esibisce sulle note di Ich komme alla Sala La Riviera di Madrid, 20 aprile 2025

Il brano, il cui titolo è in tedesco, è stato registrato in finlandese ed è stato inviato all'emittente radiotelevisiva finlandese Yle come proposta per l'Uuden Musiikin Kilpailu, l'evento atto a selezionare il partecipante finlandese all'Eurovision Song Contest 2025 a Basilea, in Svizzera.
L'8 gennaio 2025 l'artista è stata annunciata come una dei sette finalisti alla selezione nazionale; Ich komme è stato esibito alla competizione un mese più tardi, e il voto combinato di pubblico e giuria lo ha incoronato vincitore e rappresentante nazionale sul palco eurovisivo a Basilea.

## Video musicale
Il video, diretto da Heikki Slåen, è stato reso disponibile in concomitanza con l'uscita del brano attraverso il canale YouTube dell'Uuden Musiikin Kilpailu.

## Tracce
Testi e musiche di Christel Roosberg e Jori Roosberg.
Download digitale, streaming
1. Ich komme – 3:00

Download digitale, streaming – Roos+Berg Remix
1. Ich komme (Roos+Berg Remix) – 3:54

## Formazione
- Erika Vikman – voce
- Roos+Berg – strumentazione, produzione
- Svante Forsbäck – mastering

## Classifiche
| Classifica (2025) | Posizione massima |
| ----------------- | ----------------- |
| Austria           | 48                |
| Finlandia         | 2                 |
| Grecia            | 27                |
| Islanda           | 17                |
| Lettonia          | 11                |
| Lituania          | 17                |
| Norvegia          | 72                |
| Polonia           | 92                |
| Svezia            | 38                |
| Svizzera          | 56                |

## Date di pubblicazione
| Paese  | Data            | Formato                      | Etichetta                | Versione        | Nota   |
| ------ | --------------- | ---------------------------- | ------------------------ | --------------- | ------ |
| Mondo  | 16 gennaio 2025 | Download digitale, streaming | Warner Finland, Mökkitie | Originale       | [ 19 ] |
| Mondo  | 18 aprile 2025  | Download digitale, streaming | Warner Finland, Mökkitie | Roos+Berg Remix | [ 20 ] |
| Italia | 16 maggio 2025  | Contemporary hit radio       | Warner Italy             | Originale       | [ 21 ] |